# Associazione Sportiva Cosenza 1980-1981
Questa pagina raccoglie le informazioni riguardanti l'Associazione Sportiva Cosenza nelle competizioni ufficiali della stagione 1980-1981.

## Rosa
| N. |                   | Ruolo | Calciatore           |
| -- | ----------------- | ----- | -------------------- |
|    | Italia (bandiera) | C     | Alberto Aita         |
|    | Italia (bandiera) | D     | Roberto Bacilieri    |
|    | Italia (bandiera) | D     | Giancarlo D'Astoli   |
|    | Italia (bandiera) | C     | Giovanni De Pasquale |
|    | Italia (bandiera) | A     | Domenico Iacopino    |
|    | Italia (bandiera) | A     | Angelo Labellarte    |
|    | Italia (bandiera) | P     | Enrico Lattuada      |
|    | Italia (bandiera) | C     | Battista Missiroli   |
|    | Italia (bandiera) | C     | Giuseppe Palazzotto  |

| N. |                   | Ruolo | Calciatore           |
| -- | ----------------- | ----- | -------------------- |
|    | Italia (bandiera) | A     | Marcello Prima       |
|    | Italia (bandiera) | D     | Sergio Reggiani      |
|    | Italia (bandiera) | C     | Alessandro Renzetti  |
|    | Italia (bandiera) | D     | Armando Rizzo        |
|    | Italia (bandiera) | D     | Giampiero Rocco      |
|    | Italia (bandiera) | D     | Pierantonio Tortelli |
|    | Italia (bandiera) | C     | Marco Veronesi       |
|    | Italia (bandiera) | C     | Gabriele Zottoli     |

## Risultati

### Campionato

#### Girone di andata
| 28 settembre 1980 1ª giornata | Cosenza | 2 – 2 | Giulianova |  |

| 5 ottobre 1980 2ª giornata | Nocerina | 0 – 0 | Cosenza |  |

| 12 ottobre 1980 3ª giornata | Cosenza | 1 – 0 | Campobasso |  |

| 19 ottobre 1980 4ª giornata | Cosenza | 1 – 1 | Matera |  |

| 26 ottobre 1980 5ª giornata | Livorno | 4 – 0 | Cosenza |  |

| 2 novembre 1980 6ª giornata | Cosenza | 1 – 0 | Siracusa |  |

| 9 novembre 1980 7ª giornata | Francavilla | 0 – 1 | Cosenza |  |

| 16 novembre 1980 8ª giornata | Cosenza | 0 – 0 | Rende |  |

| 23 novembre 1980 9ª giornata | Reggina | 0 – 0 | Cosenza |  |

| 30 novembre 1980 10ª giornata | Cosenza | 1 – 1 | Arezzo |  |

| 7 dicembre 1980 11ª giornata | Salernitana | 2 – 0 | Cosenza |  |

| 14 dicembre 1980 12ª giornata | Cosenza | 0 – 0 | Turris |  |

| 21 dicembre 1980 13ª giornata | Sambenedettese | 1 – 1 | Cosenza |  |

| 4 gennaio 1981 14ª giornata | Benevento | 1 – 2 | Cosenza |  |

| 11 gennaio 1981 15ª giornata | Cosenza | 0 – 1 | Paganese |  |

| 18 gennaio 1981 16ª giornata | Ternana | 1 – 0 | Cosenza |  |

| 25 gennaio 1981 17ª giornata | Cosenza | 0 – 0 | Cavese |  |

#### Girone di ritorno
| 1º febbraio 1981 18ª giornata | Giulianova | 0 – 0 | Cosenza |  |

| 8 febbraio 1981 19ª giornata | Cosenza | 1 – 0 | Nocerina |  |

| 15 febbraio 1981 20ª giornata | Campobasso | 2 – 1 | Cosenza |  |

| 22 febbraio 1981 21ª giornata | Matera | 1 – 0 | Cosenza |  |

| 1º marzo 1981 22ª giornata | Cosenza | 1 – 0 | Livorno |  |

| 8 marzo 1981 23ª giornata | Siracusa | 0 – 1 | Cosenza |  |

| 15 marzo 1981 24ª giornata | Cosenza | 0 – 0 | Francavilla |  |

| 29 marzo 1981 25ª giornata | Rende | 0 – 0 | Cosenza |  |

| 5 aprile 1981 26ª giornata | Cosenza | 0 – 0 | Reggina |  |

| 12 aprile 1981 27ª giornata | Arezzo | 1 – 0 | Cosenza |  |

| 26 aprile 1981 28ª giornata | Cosenza | 0 – 1 | Salernitana |  |

| 3 maggio 1981 29ª giornata | Turris | 0 – 0 | Cosenza |  |

| 10 maggio 1981 30ª giornata | Cosenza | 0 – 0 | Sambenedettese |  |

| 17 maggio 1981 31ª giornata | Cosenza | 1 – 1 | Benevento |  |

| 24 maggio 1981 32ª giornata | Paganese | 1 – 0 | Cosenza |  |

| 31 maggio 1981 33ª giornata | Cosenza | 1 – 0 | Ternana |  |

| 7 giugno 1981 34ª giornata | Cavese | 3 – 1 | Cosenza |  |